# Acantopsis arenae
Acantopsis arenae és una espècie de peix de la família dels cobítids i de l'ordre dels cipriniformes.

## Hàbitat
Viu en zones de clima subtropical.

## Distribució geogràfica
Es troba a la Xina i al nord del Vietnam.